# Kisimoto Szeisi
Kisimoto Szeisi (岸本 聖史; Hepburn: Kishimoto Seishi; Nagi, Okajama prefektúra, 1974. november 8. –) japán mangaművész, és a Naruto alkotójának, Kisimoto Maszasinak az ikertestvére. Testvérével már gyerekkoruk óta együtt rajzoltak mangákat, ezért hasonló rajztechnikai stílusuk alakult ki. Gyakran gyanúsítják meg őket azzal a rajongóik, hogy egymásról másolnak. Szeisi ezt azzal magyarázza, hogy közösek az érdeklődési köreik a testvérével. Szeisi magát jóképűbbnek tartja Maszasinál, ahogy a 666 Satan című mangájában is megírja. Maszasi gyakran kérte már meg rajongói hogy ne hívják „utánozó majomnak” Szeisit. Szeisi a sónen mangákra szakosodott testvéréhez hasonlóan.

## Munkássága
Szeisi korábbi műve a 666 Satan volt, amelyet a Viz Media forgalmazott az Egyesült Államokban, Japánban pedig a Monthly Sónen Gangan adta ki. A 666 Satant Amerikában O-Parts Hunter címen jelentette meg a Viz. 2008-ban pedig elindult Blazer Drive című mangasorozata a Monthly Sónen Rival magazinban. Ebből a mangájából a SEGA készített egy szerepjátékot is, ami Nintendo DS-en jelent meg, és a manga két karakterének, Tamakinak és Sirónak a kalandjait meséli el.

### Művei
- Trigger (a Comic Bom Bomban jelent meg)
- Tencsu: The Wrath of Heaven
- 666 Satan (a Monthly Sónen Ganganban jelent meg, Amerikában O-Parts Hunter címen adták ki)
- Trival (Prequel to Blazer Drive) (2009)
- Blazer Drive
- 12 O’Clock Bell Rings (2011)